# LG Optimus L5
LG Optimus L5 (Е612) — смартфон на базе ОС Android Ice Cream Sandwich компании LG Electronics. Это второй телефон линейки Optimus L (L-Style), которая является развитием успешной линейки Optimus от LG. Телефон был официально представлен в начале 2012 года на выставке MWC 2012. По сообщениям представителей компании, новая линейка телефонов Optimus L разрабатывается в рамках нового подхода LG к дизайну мобильных устройств.

## Дизайн смартфона
LG Optimus L5 выполнен в виде тонкого квадратного моноблока, металлическими боковыми вставками и приятной на ощупь похожей на кожу пластиковой тыловой панелью. Передняя панель телефона занята сенсорным дисплеем диагональю 4». Под дисплеем расположены большая центральная кнопка возврата на домашний экран и сенсорные кнопки управления функциями устройства. На задней панели — камера 5МП с поддержкой автофокуса.

## Технические особенности
Многозадачность и скорость работы телефона нареканий у обозревателей не вызвали, однако некоторые модели, значительно тормозят. Отличительной особенностью L5 является поддержка NFC, что пока интереснее за пределами стран СНГ, так как позволяет использовать телефон для бесконтактных платежей.